# Laura Angiulli
Laura Angiulli (* 1955 in Neapel) ist eine italienische Theater- und Filmregisseurin.

## Leben
Angiulli arbeitet hauptsächlich als Regisseurin für die Bühne. 1997 und 2008 inszenierte sie zwei halbdokumentarische Spielfilme, die auf Festivals gezeigt wurden (so beim Sulmonacinema Film Festival 1997 und in Venedig 2008), jedoch kaum in den Kinos zu sehen waren.

## Filmografie
- 1997: Tatuaggi
- 2008: Verso est[3]